# Hong Kong Tennis Open 2024 - Doppio maschile
Il doppio maschile del torneo di tennis professionistico Bank of China Hong Kong Tennis Open 2024, facente parte della categoria ATP Tour 250 nell'ambito dell'ATP Tour 2024, si è giocato dall'1 al 7 gennaio 2024 a Hong Kong, in Cina. L'ultima edizione del torneo si è disputata nel 2002.
In finale Marcelo Arévalo e Mate Pavić hanno sconfitto Sander Gillé e Joran Vliegen con il punteggio di 7-6(3), 6-4.

## Teste di serie
1. Sander Gillé /  Joran Vliegen (finale)
2. Marcelo Arévalo /  Mate Pavić (campioni)

1. Sadio Doumbia /  Fabien Reboul (primo turno)
2. Alexander Erler /  Lucas Miedler (quarti di finale)

## Wildcard
1. Zizou Bergs /  Coleman Wong (primo turno)

1. Román Andrés Burruchaga /  Shintaro Mochizuki (primo turno)

## Tabellone

### Legenda
| - Q = Qualificato - WC = Wild card - LL = Lucky loser | - ALT = Alternate - SE = Special Exempt - PR = Protected Ranking | - w/o = Walkover - r = Ritirato - d = Squalificato |

|  | Primo turno | Primo turno                    | Primo turno                    | Primo turno          | Primo turno |  |  | Quarti di finale | Quarti di finale               | Quarti di finale               | Quarti di finale               | Quarti di finale  |   |      | Semifinali | Semifinali                 | Semifinali                 | Semifinali                 | Semifinali                 |   |   | Finale | Finale | Finale | Finale | Finale |  |
|  |             |                                |                                |                      |             |  |  |                  |                                |                                |                                |                   |   |      |            |                            |                            |                            |                            |   |   |        |        |        |        |        |  |
|  | 1           | S Gillé J Vliegen              | 4                              | 6                    | [10]        |  |  |                  |                                |                                |                                |                   |   |      |            |                            |                            |                            |                            |   |   |        |        |        |        |        |  |
|  |             | E King R Stalder               | 6                              | 4                    | [4]         |  |  | 1                | S Gillé J Vliegen              | S Gillé J Vliegen              | 6                              | 6                 |   |      |            |                            |                            |                            |                            |   |   |        |        |        |        |        |  |
|  | WC          | Z Bergs C Wong                 | Z Bergs C Wong                 | 2                    | 4           |  |  |                  | K Chačanov A Rublëv            | K Chačanov A Rublëv            | 3                              | 4                 |   |      |            |                            |                            |                            |                            |   |   |        |        |        |        |        |  |
|  |             | K Chačanov A Rublëv            | K Chačanov A Rublëv            | 6                    | 6           |  |  |                  |                                |                                |                                |                   |   |      | 1          | S Gillé J Vliegen          | S Gillé J Vliegen          | 7                          | 7                          |   |   |        |        |        |        |        |  |
|  | 3           | S Doumbia F Reboul             | 7                              | 5                    | [9]         |  |  |                  |                                |                                | J Cash R Galloway              | J Cash R Galloway | 6 | 5    |            |                            |                            |                            |                            |   |   |        |        |        |        |        |  |
|  |             | J Cash R Galloway              | 65                             | 7                    | [11]        |  |  |                  | J Cash R Galloway              | J Cash R Galloway              | J Cash R Galloway              | w/o               |   |      |            |                            |                            |                            |                            |   |   |        |        |        |        |        |  |
|  |             | M McDonald B van de Zandschulp | M McDonald B van de Zandschulp | 6                    | 6           |  |  |                  | M McDonald B van de Zandschulp | M McDonald B van de Zandschulp | M McDonald B van de Zandschulp |                   |   |      |            |                            |                            |                            |                            |   |   |        |        |        |        |        |  |
|  | WC          | RA Burruchaga S Mochizuki      | RA Burruchaga S Mochizuki      | 4                    | 1           |  |  |                  |                                |                                |                                |                   |   |      | 1          | Sander Gillé Joran Vliegen | Sander Gillé Joran Vliegen | 63                         | 4                          |   |   |        |        |        |        |        |  |
|  |             | A Behar A Pavlásek             | A Behar A Pavlásek             | 6                    | 6           |  |  |                  |                                |                                |                                |                   |   |      |            |                            | 2                          | Marcelo Arévalo Mate Pavić | Marcelo Arévalo Mate Pavić | 7 | 6 |        |        |        |        |        |  |
|  |             | C Frantzen H Jebens            | C Frantzen H Jebens            | 4                    | 4           |  |  |                  | A Behar A Pavlásek             | A Behar A Pavlásek             | 7                              | 6                 |   |      |            |                            |                            |                            |                            |   |   |        |        |        |        |        |  |
|  |             | F Marozsán S Ofner             | 4                              | 7                    | [8]         |  |  | 4                | A Erler L Miedler              | A Erler L Miedler              | 6                              | 3                 |   |      |            |                            |                            |                            |                            |   |   |        |        |        |        |        |  |
|  | 4           | A Erler L Miedler              | 6                              | 65                   | [10]        |  |  |                  |                                |                                |                                |                   |   |      |            | A Behar A Pavlásek         | 7                          | 3                          | [12]                       |   |   |        |        |        |        |        |  |
|  |             | P Cachín F Cerúndolo           | P Cachín F Cerúndolo           | P Cachín F Cerúndolo | w/o         |  |  |                  |                                | 2                              | M Arévalo M Pavić              | 5                 | 6 | [14] |            |                            |                            |                            |                            |   |   |        |        |        |        |        |  |
|  |             | L Đere J Munar                 | L Đere J Munar                 | L Đere J Munar       |             |  |  |                  | P Cachín F Cerúndolo           | P Cachín F Cerúndolo           | 2                              | 2                 |   |      |            |                            |                            |                            |                            |   |   |        |        |        |        |        |  |
|  |             | F Cabral H Patten              | F Cabral H Patten              | 4                    | 63          |  |  | 2                | M Arévalo M Pavić              | M Arévalo M Pavić              | 6                              | 6                 |   |      |            |                            |                            |                            |                            |   |   |        |        |        |        |        |  |
|  | 2           | M Arévalo M Pavić              | M Arévalo M Pavić              | 6                    | 7           |  |  |                  |                                |                                |                                |                   |   |      |            |                            |                            |                            |                            |   |   |        |        |        |        |        |  |